# Namíbia nos Jogos Paralímpicos de Verão de 2012
A Namíbia é um dos participantes dos Jogos Paralímpicos de Verão de 2012, em Londres, na Grã-Bretanha.

## Desempenho

### Levantamento de peso
Masculino
| Atletas       | Evento  | Resultado | Posição |
| ------------- | ------- | --------- | ------- |
| Ruben Soroseb | -100 kg | 190,0     | 9º      |